# Johannes Norgren
Johan Wilhelm (Johannes) Norgren, född 19 november 1892 i Degerfors församling i Västerbotten, död 5 januari 1980 i Nederkalix församling i Norrbotten, var en svensk präst.
Norgren blev efter studier vid Fjellstedtska skolan i Uppsala student 1918 vid Uppsala universitet, där han blev teologie kandidat 1924. Han prästvigdes i maj samma år i Stockholm för Luleå stift och blev tillförordnad komminister i Nysätra församling i Västerbotten 19 juni samma år. Norgren utnämndes till komminister i Nederkalix församling 1 september 1925 och blev kyrkoherde där 1 maj 1934, då han efterträdde Anton Nordmark. Han blev honorärprost i augusti 1959 och pensionerades 1 oktober 1960.
Norgren blev en pionjär inom kyrkomusiken i Luleå stift och gav den en starkare ställning genom bildandet av Luleå stifts södra kyrkosångsförbund 1932 och Luleå stifts norra kyrkosångsförbund 1946. På församlingsnivå deltog han i arbetet med Kalix kyrkokör under 30 år. Han tilldelades Vasaorden 1949.
Norgren var son till hemmansägaren Erik Norgren och Marta Andersdotter. Han gifte sig 1929 med Sally Lundgren, som var dotter till skogvaktaren Ferdinand Lundgren i Norsjö socken. Makarna fick sex barn.